# Агафонов, Фрол Егорович
Фрол Его́рович Агафо́нов (2 [15] октября 1905 — 30 сентября 1998) — участник Польского похода РККА, Советско-финской и Великой Отечественной войн (в годы Великой Отечественной войны — лейтенант, командир взвода 389-го отдельного сапёрного батальона 222-й Смоленской стрелковой дивизии 33-й армии 2-го Белорусского фронта), Герой Советского Союза (1945), старший лейтенант.

## Биография
Родился 2 (15) октября 1905 года в деревне Долгая Веинской волости Козельского уезда Калужской губернии (ныне Ульяновского района Калужской области) в семье крестьянина. Русский. В 1918 году окончил начальную школу. Работал в сельском хозяйстве, был председателем колхоза.
В Красной армии в 1927—1929 годах и в 1939—1940 годах. Участвовал в освободительных походах советских войск в Западную Украину и Западную Белоруссию в 1939 году, в войне с Финляндией 1939—1940 годов. В 1940 году окончил военную инженерно-техническую школу в 1940 году.
Участник Великой Отечественной войны с 1941 года. Стал командиром сапёрного взвода. Воевал на Западном и 1-м Белорусском фронтах. Особо отличился лейтенант Агафонов в боях за освобождение Смоленщины и Белоруссии.
Во время летнего наступления 1943 года у деревни Путятино Починковского района Смоленской области взвод лейтенанта Агафонова под сильным огнём противника построил переправу через реку Хмара. Немцы попытались взорвать мост, и тогда лейтенант поднял бойцов в атаку. Дружным натиском сапёры в рукопашной схватке отбили натиск врага. Лейтенант Агафонов в этом бою лично уничтожил вражеского пулемётчика и захватил пулемёт.
При прорыве вражеской обороны у деревни Высокое Всходского района Смоленской области взвод под огнём противника разминировал минное поле и обеспечил проход танкового полка.
23 декабря 1943 года у деревни Тулово Витебской области в тяжёлых зимних условиях взвод проделал проходы в минных полях и проволочных заграждениях и обеспечил наступление наших танков и пехоты. При выполнении этой операции Агафонов был ранен, но не покинул поля боя до тех пор, пока не выполнил боевой приказ.
27 июня 1944 года под огнём противника лейтенант Агафонов участвовал в наведении переправы через реку Днепр у города Шклов (Могилёвской области). В результате его мужественных действий и умелого руководства подчинёнными стрелковые подразделения быстро преодолели реку.
В наградном листе на представление к званию Героя Советского Союза говорится, что только с апреля 1943 по июнь 1944 года взвод Агафонова проделал 16 проходов в минных полях, обезвредил 3400 вражеских мин, поставил сотни мин, построил 46 блиндажей и наблюдательных пунктов, 18 мостов, возводил переправы, огневые точки, оборонительные рубежи.
Указом Президиума Верховного Совета СССР от 24 марта 1945 года за образцовое выполнение заданий командования и проявленные мужество и героизм в боях с немецко-фашистскими захватчиками лейтенанту Агафонову Фролу Егоровичу присвоено звание Героя Советского Союза с вручением ордена Ленина и медали «Золотая Звезда» (№ 6846).
С 1946 года старший лейтенант Ф. Е. Агафонов — в запасе. Жил в городе Ростове Ярославской области. В 1949 году вступил в ВКП(б). Работал на Ростовском кофе-цикорном комбинате. Скончался 30 сентября 1998 года.

## Награды
Указом Президиума Верховного Совета СССР от 24 марта 1945 года за образцовое выполнение заданий командования и проявленные мужество и героизм в боях с немецко-фашистскими захватчиками лейтенанту Агафонову Фролу Егоровичу присвоено звание Героя Советского Союза с вручением ордена Ленина и медали «Золотая Звезда» (№ 6846).
- Орден Ленина
- Орден Отечественной войны I степени
- Орден Отечественной войны II степени
- Два ордена Красной Звезды
- Медали

## Память
- Похоронен в городе Ростов Ярославской области.
- На доме в городе Ростове, где жил Герой, установлена мемориальная доска.